# Jake McLaughlin
Pour l’article homonyme, voir McLaughlin.
 (mai 2024).
Si vous disposez d'ouvrages ou d'articles de référence ou si vous connaissez des sites web de qualité traitant du thème abordé ici, merci de compléter l'article en donnant les références utiles à sa vérifiabilité et en les liant à la section « Notes et références ».
Jacob Adam « Jake » McLaughlin (né le 7 octobre 1982) est un acteur américain. Il est connu pour avoir joué Tate, pendant l'été 2014 sur NBC dans Believe ainsi que dans le rôle de Ryan Booth dans la série américaine Quantico sur ABC en 2015.

## Biographie
Jake McLaughlin est le fils de John P. McLaughlin et Rebecca Kay De Victoria. Il a fréquenté l'école catholique Notre-Dame et le lycée de la ville de Chico en Californie. Il a déménagé en Californie du Sud et a obtenu son diplôme au North Hollywood High.
Il a rejoint l'armée des États-Unis en 2002. Il a fait partie de la 3e division d'infanterie. Son unité a été l'une des premières à entrer dans Bagdad. Il a servi en Irak pendant quatre ans mais a été grièvement blessé. Pour ses efforts, il a reçu la médaille de recommandation, l'insigne de combat d'infanterie, la médaille de Service global de guerre contre le terrorisme, la médaille de la guerre globale sur le terrorisme expéditionnaire, la médaille de bonne conduite et quatre médailles de succès de l'armée pour son service lors de l'opération liberté irakienne.
Il a été présenté dans le magazine Soldier of Fortune.
Il est mentionné en 2004 dans le livre Thunder Run de David Zucchino.

### Vie privée
L'acteur est marié depuis 2004 à Stephanie McLaughin. Ils ont quatre enfants : Reagan, Logan, Rowan et Freya (née en 2017).

## Carrière
Après avoir quitté l'armée, il obtient son premier rôle au cinéma dans Dans la vallée d'Elah en 2007. Cette même année, il décroche des rôles dans Les Experts et The Unit : Commando d'élite.
Après le succès de son premier film, il a fait des apparitions dans des films tels que Le Jour où la Terre s'arrêta et Cloverfield.
En février 2013, il est choisi pour le rôle principal masculin de la série Believe, une série d'Alfonso Cuarón diffusée sur NBC.
En 2015, il décroche l'un des rôles principaux dans la série américaine Quantico diffusée sur ABC dans le rôle de Ryan Booth. Mais la série est annulée après 3 saisons en 2018.
En 2022, il joue dans la mini-série Black Bird.
Depuis 2023 il joue l'un des rôles principaux dans la série Will Trent.

## Filmographie

### Cinéma

#### Longs métrages
- 2007 : Dans la vallée d'Elah (In the Valley of Elah) de Paul Haggis : Gordon Bonner
- 2008 : Le Jour où la Terre s'arrêta (The Day the Earth Stood Still) de Scott Derrickson : Un soldat
- 2011 : Warrior de Gavin O'Connor : Mark Bradford
- 2012 : Sécurité rapprochée (Safe House) de Daniel Espinosa : Miller
- 2013 : Savages d'Oliver Stone : Doc
- 2015 : Forever de Tatia Pilieva : Tom
- 2018 : Another Time de Thomas Hennessy : Adam
- 2020 : Home de Franka Potente : Marvin Hacks

#### Courts métrages
- 2010 : The PayOff de Clint Lilley : Michael
- 2010 : Tea Ball de Kevin Gregg : Le livreur

### Télévision

#### Séries télévisées
- 2007 : Les Experts (CSI : Crime Scene Investigation) : Matt Bartley
- 2007 : The Unit : Commando d'élite (The Unit) : Un garde de prison
- 2008 : Leverage : Caporal Robert Perry
- 2008 : Esprits criminels (Criminal Minds) : Officier Tom Kayser
- 2008 : Heroes : Sligo
- 2009 : Cold Case : Affaires classées (Cold Case) : James Addison
- 2009 : Crash : Bo Olinville
- 2009 : The Philanthropist : Caporal Michael Whitmere
- 2010 : NCIS : Los Angeles : Keith Rush
- 2010 : Grey's Anatomy : Aaron Karev
- 2011 : Mentalist (The Mentalist) : Rowdy Merriman
- 2011 : US Marshals : Protection de témoins (In Plain Sight) : John Shears / John Stills
- 2011 : The Whole Truth : Keith Johnson
- 2012 : Les Experts : Miami (CSI : Miami) : Sam Laughlin
- 2014 : Believe : William Tate
- 2014 : Scorpion : Lieutenant James Corbett
- 2015 - 2018 : Quantico : Ryan Booth
- 2022 : Black Bird : Gary Hall
- 2023 - 2025 :  Will Trent : Michael Ormewood
- 2024 : Yellowstone : Cade McPhereson

#### Téléfilms
- 2009 : Cadeau d'adieu (Chasing a Dream) de David Burton Morris : John Van Horn
- 2012 : The Frontier de Thomas Schlamme : Cooper Hale

### Jeu vidéo
- 2011 : L.A. Noire : John Dierkes